# Droh Kaal
Droh Kaal (ang. Times of Betrayal) to autorski dramat sensacyjny zrealizowany w 1994 roku przez Govind Nihalani, reżysera Dev. Odpowiada on za reżyserię, scenariusz, produkcję i zdjęcia do filmu. W rolach głównych występują Om Puri i Naseeruddin Shah. W filmie debiutuje też Manoj Bajpai (Satya, Pinjar).

## Obsada
- Om Puri jako DCP Abhay Singh
- Naseeruddin Shah jako DCP Abbas Lodhi
- Mita Vasisht jako Sumitra Singh – Nagroda Screen Weekly dla Najlepszej Aktorki Drugoplanowej
- Annu Kapoor jako Surinder
- Ashish Vidyarthi jako Commander Bhadra – Nagroda National Film dla Najlepszego Aktora Drugoplanowego
- Kaushalya Gidwani
- Amrish Puri jako IGP Pathak
- Manoj Bajpai jako Anand (Manoj Vajpayee)
- Milind Gunaji jako Shiv